# Bennett Platform
Die Bennett Platform (englisch) ist ein tafelbergartiges Hochplateau in der antarktischen Ross Dependency. Im Königin-Maud-Gebirge erstreckt sie sich unmittelbar östlich des Mount Black an der Westflanke des Shackleton-Gletschers über eine Länge von 8 km und eine Breite von 4 km.
Entdeckt und fotografiert wurde sie bei Überflügen am 16. Februar 1947 während der US-amerikanischen Operation Highjump (1946–1947). Das Advisory Committee on Antarctic Names benannte sie nach Floyd Bennett (1890–1928), Copilot beim missglückten Versuch Richard Evelyn Byrds im Mai 1926, den Nordpol mit dem Flugzeug zu erreichen.